# バカ (ファラオ)
バカ又はバウエフラーとは、エジプト第4王朝の第5代ファラオである。後述するように在位期間が1年前後と非常に短いため、実際にはファラオになっていないとする説もある。

## 統治期間
バカの統治期間について、マネトは22年、エラトステネスは10年とし、考古学的資料は2年以下とする。これについて現在の研究者は、マネトやエラトステネスによる年数は誇張であり、真の在位期間は2年、または1年以下(Peter Janosi)と考えている。この場合、バカが記念碑などを残していない理由を上手く説明することができる。

## 墓
バカはファラオになってから僅か1年で死去したため、ピラミッドは建設途中で放棄せざるを得なかったと考えられる。Zawyet El Aryanの未完成の北のピラミッドは、基礎部分のみであり、地上部がないため、この状況に合う。